# Gäddtjärnen (Ljusdals socken, Hälsingland, 687064-151975)
Gäddtjärnen är en sjö i Ljusdals kommun i Hälsingland och ingår i Delångersåns huvudavrinningsområde.